# Gamers!
Gamers! (jap. ゲーマーズ!, Gēmāzu!) ist eine Light-Novel-Serie von Sekina Aoi, die von Saboten illustriert wurde. Sie erscheint seit 2015 in Japan und wurde als Manga und Anime adaptiert. Sie ist in das Genre Romantische Komödie einzuordnen.

## Handlung
Der Oberschüler Keita Amano (雨野 景太) beschäftigt sich in seiner Freizeit nur mit Videospielen, besonders mag er Ren’ai-Simulation, und hat in der Schule keine Freunde. Eines Tages wird er von Karen Tendō (天道 花憐), dem hübschesten und beliebtesten Mädchen der Schule, in den Spiele-Klub eingeladen. Doch nachdem Keita den Klub kennen gelernt hat, lehnt er das Angebot ab. Ihm sind dessen Mitglieder zu sehr auf den Sieg aus, während er selbst nur aus Vergnügen spielt. Tendō ist enttäuscht von seiner Entscheidung und versucht mehrfach erfolglos ihn umzustimmen.
Währenddessen trifft sich Keita häufiger mit Tasuku Uehara (上原 祐). Der ist bis dahin mit seinen Kumpels in die Spielhalle gegangen und freundet sich nun mit dem spielebegeisterten Keita an. Zunächst hat Tasuku nur Mitleid mit seinem einsamen Mitschüler und will ihm helfen, mit Tendō zusammen zu kommen. Denn Tasuku hat sofort bemerkt, dass Tendō heimlich in den Keita verliebt ist. Beim Üben des Gesprächs mit einem Mädchen lernt Keita jedoch Chiaki Hoshinomori (星ノ守 千秋) kennen: ein unscheinbares Mädchen, das aber ebenso spielebegeistert ist. Sie freunden sich erst schnell an und Tasuku ist begeistert, dass Keita sein Mädchen gefunden zu haben scheint. Doch mit einem Mal zerstreiten sich die beiden, weil sie unterschiedliche Auffassungen über Spiele haben.
Während Tasuku dennoch versucht, nun Keita und Chiaki zu verkuppeln – schließlich scheinen beide perfekt zusammenzupassen – will auch Tendō Keita nicht aufgeben. Zusammen mit ihm, Tasuku und Chiaki will sie einen Gamer-Klub gründen, in dem es nur um Spaß geht, so wie es Keita mag. Und Tasukus Freundin Aguri Sakurano (亜玖璃) wird misstrauisch, da ihr Freund sich so viel mit anderen Mädchen beschäftigt, und befürchtet er gehe ihr fremd. Über ihre Versuche, mehr darüber zu erfahren, lernt sie Keita kennen und trifft sich immer häufiger mit ihm. So verdächtigen schließlich die anderen drei auch die beiden, heimlich eine Affäre miteinander zu haben, und alle fünf geraten in vermeintliche Liebesnöte.
Schließlich bricht Keita mit seiner Scheu gegenüber Tendō und fragt sie, ob sie mit ihm ausgeht. Beide werden schnell ein Paar und auch die anderen sprechen sich miteinander aus – auch wenn Aguris und Keitas enge Freundschaft ihre Partner immer wieder eifersüchtig macht. Chiaki jedoch erfährt, dass Keita auch ihr lang bekannter Onlinefreund ist und entdeckt ihre Gefühle für ihn. In Tasuku und bald auch in ihrer Schwester Konoha hat sie noch Verbündete gegen Tendō. Doch sie traut sich nicht, Keita von ihrer Online-Identität zu erzählen und gibt schließlich sogar ihre Schwester als diese aus. Keita ist davon nur verwirrt und Chiaki ist über ihre Gefühle verzweifelt. Aber auch ihre weiteren Versuche, Keita noch für sich zu gewinnen, scheitern. Und während die Fünf als Gamer-Klub immer mehr Zeit miteinander verbringen, festigt sich auch die Beziehung zwischen Keita und Tendō.

## Print-Veröffentlichungen
Die Light Novel erschien vom 20. März 2015 bis 19. Oktober 2019 bei Fujimi Shobō mit 12 Bänden sowie drei Extrabänden – Gamers! DLC – mit Kurzgeschichten.
Ab dem 26. Oktober 2016 brachte der gleiche Verlag eine Manga-Adaption von Tsubasa Takahashi heraus. Die Kapitel des Yonkoma-Manga wurden zunächst im Magazin Gekkan Shōnen Ace beginnend mit Ausgabe 12/2016 veröffentlicht. Die Serie fand 2019 ihren Abschluss und insgesamt erschienen sieben Sammelbände (Tankōbon). Diese wurden von September 2018 bis August 2020 auf Deutsch von Altraverse veröffentlicht. Seit September 2018 veröffentlicht Altraverse auch die originale Light Novel zu Gamers!, wobei aktuell 10 Bände erschienen sind.

### Light Novel
In Deutschland kostet die Light Novel von Gamers! pro Band 10,00 €.
| Nr.  | Titel | Japan              | Deutschland        |
| ---- | --- | ------------------ | ------------------ |
| 1    | Keita Amano und die Jugend geht weiter Amano Keita to Seishun Kontinyū (雨野景太と青春コンティニュー)                           | 20. März 2015      | 20. September 2018 |
| 2    | Karen Tendo und das unerwartete Happy End Tendō Karen to Fuiuchi Happī Endo (天道花憐と不意打ちハッピーエンド)                  | 18. Juli 2015      | 20. Dezember 2018  |
| 3    | Chiaki Hoshinomori und das neue Spiel der ersten Liebe Hoshinomori Chiaki to Hatsukoi Nyū Gēmu (星ノ守千秋と初恋ニューゲーム)   | 20. November 2015  | 21. März 2019      |
| 4    | Aguri und das kritische Unbewusste Aguri to Mujikaku Kuritikaru (亜玖璃と無自覚クリティカル)                                    | 19. März 2016      | 14. Juni 2019      |
| 5    | Gamers und die völlige Vernichtung des Game Over Gēmāzu to Zenmetsu Gēmu Ōbā (ゲーマーズと全滅ゲームオーバー)                   | 20. Juli 2016      | 12. September 2019 |
| 6    | Der einsame Gamer und die Liebesgeständnisketten Kombo Bocchi Gēmā to Kokuhaku Chein Konbo (ぼっちゲーマーと告白チェインコンボ) | 19. November 2016  | 12. Dezember 2019  |
| 7    | Gamers und das Kuss Dead End Gēmāzu to Kuchizuke Deddo Endo (ゲーマーズと口づけデッドエンド)                                    | 18. März 2017      | 13. März 2020      |
| 8    | Konoha Hoshinomori und der umgekehrte Back Attack Hoshinomori Konoha to Gyakuten Bakku Atakku (星ノ守心春と逆転バックアタック)  | 20. Juli 2017      | 10. Juli 2020      |
| 8.5  | DLC | 20. September 2017 |                    |
| 9    | Keita Amano und der Jugend Fertigkeits Reset Amano Keita to Seishun Sukiru Risetto (雨野景太と青春スキルリセット)               | 20. Januar 2018    | 16. Oktober 2020   |
| 10   | Karen Tendo und das überraschende Update Tendō Karen to Fuiuchi Appudēto (天道花憐と不意打ちアップデート)                       | 19. Mai 2018       | 15. Januar 2021    |
| 11   | Gamers und das erste Liebe Mehrfach Ende Gēmāzu to Hatsukoi Maruchi Endo (ゲーマーズと初恋マルチエンド)                         | 20. Oktober 2018   | 16. April 2021     |
| 11.5 | DLC 2 | 20. Februar 2019   |                    |
| 12   | Gamers und die Jugend geht weiter Gēmāzu to Seishun Kontinyū (ゲーマーズと青春コンティニュー)                                   | 19. Oktober 2019   | 16. Juli 2021      |
| 12.5 | DLC 3 | 19. März 2020      |                    |

### Manga
In Deutschland kostet der Manga von Gamers! pro Band 7,00 €. Dabei deckt dieser nur einen Teil der Light Novel ab.
| Nr. | Japan              | Deutschland        |
| --- | ------------------ | ------------------ |
| 1   | 25. März 2017      | 20. September 2018 |
| 2   | 26. Juni 2017      | 20. Dezember 2018  |
| 3   | 25. November 2017  | 21. März 2019      |
| 4   | 26. März 2018      | 14. Juni 2019      |
| 5   | 25. September 2018 | 12. September 2019 |
| 6   | 25. Februar 2019   | 12. Dezember 2019  |
| 7   | 26. Oktober 2019   | 7. August 2020     |

## Anime-Adaption
2017 entstand bei Studio Pine Jam unter der Regie von Manabu Okamoto eine 12-teilige Anime-Adaption der Light Novel. Hauptautor der Serie war Hiroki Uchida, das Charakterdesign entwarf Tensho Sato und die künstlerische Leitung lag bei Masami Saito. Die Serie wurde vom 13. Juli bis 28. September 2017 bei AT-X in Japan erstausgestrahlt, sowie jeweils einige Stunden später auch auf Tokyo MX, Sun Television und BS11. Die Plattform Crunchyroll veröffentlichte den Anime weltweit mit Untertiteln unter anderem in Deutsch und Englisch. Eine englische Synchronfassung wurde von Funimation Entertainment veröffentlicht.
In Deutschland hat sich Kazé Anime die Rechte an der Serie Gamers! von Crunchyroll gesichert. Die DVD/Blu-ray Veröffentlichung mit deutscher Synchronisation erfolgte in drei Volumes, wobei das erste am 6. August 2020 und das letzte am 5. November 2020 erschienen ist. Zusätzlich veröffentlicht Kazé die Serie auch auf Anime on Demand.

### Synchronisation
| Rolle              | japanischer Sprecher (Seiyū) | deutsche Sprecher            |
| ------------------ | ---------------------------- | ---------------------------- |
| Keita Amano        | Megumi Han                   | Tobias John von Freyend      |
| Karen Tendō        | Hisako Kanemoto              | Lisa Dzyadyk                 |
| Chiaki Hoshinomori | Manaka Iwami                 | Francis Dichmann             |
| Tasuku Uehara      | Toshiyuki Toyonaga           | Vincent Fallow               |
| Aguri Sakurano     | Rumi Ōkubo                   | Jana Dunja Gries             |
| Konoha Hoshinomori | Yūki Kuwahara                | Eleni Möller-Architektonidou |
| Eiichi Misumi      | Natsuki Hanae                | Philip Süß                   |

### Musik
Die Musik der Serie wurde komponiert von Yoshiaki Dewa. Der Vorspann ist unterlegt mit dem Lied Gamers!, gesungen von den Synchronsprechern der drei weiblichen Protagonisten, Hisako Kanemoto, Manaka Iwami and Rumi Ōkubo. Das Abspannlied ist Fight on! von Luce Twinkle Wink☆.